# Premier League (Lesotho)
La Lesotho Premier League è la massima divisione calcistica del Lesotho, creata nel 1970.

## Albo d'oro
- 1969:  Matlama
- 1970:  Maseru Utd
- 1971:  Majanja
- 1972:  Police
- 1973:  Linare
- 1974:  Matlama
- 1975:  Maseru
- 1976:  Maseru Utd
- 1977:  Matlama
- 1978:  Matlama
- 1979:  Linare
- 1980:  Linare
- 1981:  Maseru Brothers
- 1982:  Matlama
- 1983:  LPF Maseru
- 1984:  LPF Maseru
- 1985:  Lioli
- 1986:  Matlama

- 1987:  LDF
- 1988:  Matlama
- 1989:  Arsenal
- 1990:  LDF
- 1991:  Arsenal
- 1992:  Matlama
- 1993:  Arsenal
- 1994:  LDF
- 1995:  Majanja
- 1996:  Roma Rovers
- 1997:  LDF
- 1998:  LDF
- 1999:  LDF
- 2000:  LCS
- 2001:  LDF
- 2002:  LCS
- 2003:  Matlama
- 2004:  LDF

- 2005:  Likhopo Maseru
- 2006:  Likhopo Maseru
- 2007:  LCS
- 2008:  LCS
- 2009:  Lioli
- 2010:  Matlama
- 2011:  LCS
- 2012:  LCS
- 2013:  Lioli
- 2013-2014:  Bantu
- 2014-2015:  Lioli
- 2015-2016:  Lioli
- 2016-2017:  Bantu
- 2017-2018:  Bantu
- 2018-2019:  Matlama
- 2019-2020:  Bantu
- 2022-2023:  Bantu
- 2023-2024:  Lioli
- 2024-2025:  Lioli

## Classifica scudetti
| Club                            | Città        | Titoli | Anni                                                             |
| ------------------------------- | ------------ | ------ | ---------------------------------------------------------------- |
| Matlama                         | Maseru       | 11     | 1969, 1974, 1977, 1978, 1982, 1986, 1988, 1992, 2003, 2010, 2019 |
| LDF                             | Maseru       | 8      | 1987, 1990, 1994, 1997, 1998, 1999, 2001, 2004                   |
| Lioli                           | Teyateyaneng | 7      | 1985, 2009, 2013, 2015, 2016, 2024, 2025                         |
| LCS (Lesotho Prisons Service)   | Maseru       | 6      | 2000, 2002, 2007, 2008, 2011, 2012                               |
| Bantu                           | Mafeteng     | 5      | 2014, 2017, 2018, 2020, 2023                                     |
| Arsenal                         | Maseru       | 3      | 1989, 1991, 1993                                                 |
| Linare                          | Leribe       | 3      | 1973, 1979, 1980                                                 |
| Maseru Brothers (Maseru United) | Maseru       | 3      | 1970, 1976, 1981                                                 |
| LPF Maseru                      | Maseru       | 2      | 1983, 1984                                                       |
| Likhopo Maseru                  | Maseru       | 2      | 2005, 2006                                                       |
| Majanja                         | Quithing     | 2      | 1971, 1995                                                       |
| Maseru                          | Maseru       | 1      | 1975                                                             |
| Police                          | Maseru       | 1      | 1972                                                             |
| Roma Rovers                     | Maseru       | 1      | 1996                                                             |